# Michelia alba
Espèce
Michelia alba est une espèce de plantes à fleurs de la famille des Magnoliacées. C'est une plante ligneuse trouvée en Chine.